# Ruda (gmina w województwie bydgoskim)
Ruda – dawna gmina wiejska istniejąca w latach 1934–1954 w woj. pomorskim/bydgoskim (dzisiejsze woj. kujawsko-pomorskie). Siedzibą władz gminy za II RP była Ruda, a po wojnie miasto Górzno (odrębna gmina miejska).
Gmina zbiorowa Ruda została utworzona 1 sierpnia 1934 roku w powiecie brodnickim w woj. pomorskim z głównej części dotychczasowego obszaru dworskiego Ruda (pozostała część obszaru Ruda weszła w skład nowych gmin Brzozie i gminy Grązawy). Gminy nie podzielono na gromady. Była to gmina zalesiona o małym stopniu zaludnienia.
Po wojnie gmina zachowała przynależność administracyjną. 6 lipca 1950 roku zmieniono nazwę woj. pomorskiego na bydgoskie.
16 czerwca 1952 formalnie zatwierdzono istniejący faktycznie od 1945 roku podział gminy Ruda na trzy gromady (zatwierdzenie weszło w życie z dniem ogłoszenia z mocą obowiązującą od 1945 roku):
- Czarny Bryńsk (31,25 km²) – skład: wieś Czarny Bryńsk, osiedle Buczkowo, osada Folk, leśniczówka Królewski Bryńsk, osiedle Traczyska, osiedle Brzeziny, osada Diabelec i osada Kocioł;
- Fiałki (12,58 km²) – skład: wieś Fiałki, osiedle Ruda, leśniczówka  Borek i osada Gać;
- Nowy Świat (22,13 km²) – skład: wieś Nowy Świat, osiedle Beśnica i leśniczówka Koziebłotka.

Według stanu z dnia 1 lipca 1952 roku gmina składała się z 3 gromad: Czarny Bryńsk, Fiałki i Nowy Świat. Gmina została zniesiona 29 września 1954 roku wraz z reformą wprowadzającą gromady w miejsce gmin (cały jej obszar wszedł w skład gromady Górzno).
ednostki nie przywrócono 1 stycznia 1973 roku po reaktywowaniu gmin.